# Francisco Portería
Francisco Portería (fl. 1702 - 1727) fue un maestro de capilla español.

## Vida
Se sabe que Francisco Portería fue maestro de capilla de la Catedral de Huesca de 1702 a 1708, aunque en la documentación del capítulo metropolitano sólo aparece el apellido Portería.
En 1706, José de Cáseda, maestro de Zaragoza, tuvo un grave problema con la Inquisición. En honor a la visita a la ciudad del archiduque Carlos, incluyó en su misa unos versos en honor y alabanza al archiduque. El Santo Oficio lo condenó al destierro de la Corona de Aragón por diez años, «con privación perpetua para ejercer el cargo de maestro de capilla». La maestría en La Seo tardó en ser ocupada, encargándose de forma interina el organista Miguel Soriano del cargo.
El 5 de abril de 1709 Portería fue nombrado maestro de capilla de La Seo. Durante su magisterio la capilla sufriría importantes cambios. Tras una queja de los músicos de La Seo por la falta de encargos de fiestas —que iban todos a la capilla de El Pilar— el 5 de diciembre de 1721 se decidió unir ambas capillas, unión que duraría hasta 1861.
Portería fue uno de los que se encargó de aprobar la Escuela Música de Pablo Nasarre. También compartió cartel como compositor con el maestro de capilla de El Pilar, Joaquín Martínez de la Roca y Bolea, como se ve en las composiciones para las festividades de las canonizaciones de San Pio V y de Santa Catalina de Bolonia en 1713 y la de San Andrés Avelino en 1714.
El 24 de julio de 1727 la sede se encontraba vacante, ya que se encargó a Juan Gisbert, el músico más antiguo de la capilla, como maestro interino y al racionero Montanos o Mostanos que se encargue del cuidado y asistencia de los infantes.
Se menciona a un Francisco Portería como maestro de capilla de la Colegiata de Santa María de Calatayud entre 1711 y 1715, que podría ser distinto de este.